# 东风路 (郑州)
东风路是一条位于中華人民共和國河南省郑州市金水区北部的主干道。因处于东风渠的南岸，故名。东风路开建于1990年。早期的东风路西起南阳路，东至文化路，长度约为3公里，宽为17米，后来拓展至郑东新区，并进行了加宽。